# Mira Fornay
Mira Fornay, auch bekannt als Mira Fornayová, (* 8. Mai 1977 in Bratislava) ist eine slowakische Regisseurin, welche bei ihren Filmen oftmals auch als Drehbuchautorin, Produzentin und Filmeditor mitwirkt.

## Leben
Die in Bratislava geborene Mira Fornay begann im Jahr 1995 mit dem Drehen von Kurzfilmen und begann daraufhin 1996 ein Regie-Studium an der Film- und Fernsehfakultät der Akademie der Musischen Künste in Prag. Bereits während des Studiums konnte sie schon erste Erfolge mit Kurzfilmen feiern. So wurde ihr Kurzfilm Ex-pozice aus dem Jahr 2001, wo sie sowohl als Regisseurin als auch als Drehbuchautorin aktiv war, im selben Jahr auf dem Filmfestival Cottbus gezeigt. Im Jahr 2002 schloss sie ihr Studium mit dem Kurzfilm Malá nesdelenje, welcher auch unter den internationalen Titel Small Untold Things bekannt ist, ab. Der Film, bei dem sie für die Regie und das Drehbuch zuständig war, wurde bei dem Filmfestival Cottbus 2002 in der Sektion „Specials“ gezeigt und konnte den Kurzfilm-Wettbewerb es Festivals gewinnen. Im Anschluss absolvierte sie ein weiteres Regie-Studium an der National Film and Television School in Beaconsfield und schloss dieses 2005 mit dem Low-Budget-Film Elizabeth ab. In dem Jahr erhielt sie zudem eine Einladung zu einem Workshop von Abbas Kiarostami.
Mit dem irisch-tschechisch-slowakischen Film Líštičky, welcher auch unter den internationalen Namen Little Foxes bekannt ist, gab Mira Fornay ihr Spielfilmdebüt als Regisseurin und als Drehbuchautorin. Der Film, welcher im Sommer 2008 innerhalb von fünf Wochen gedreht wurde, hatte auf dem Internationale Filmfestspiele von Venedig 2009 seine Weltpremiere. Zudem wurde der Film auch im selben Jahr auf dem Filmfestival Cottbus in der Sektion „Wettbewerb Spielfilm“ gezeigt. Vier Jahre später veröffentlichte sie mit dem Film Môj pes Killer, welcher auch unter dem internationalen Titel My Dog Killer bekannt ist, ihren zweiten Spielfilm. Bei dem Film wirkte sie nicht nur als Regisseurin und Drehbuchautorin mit, sondern war auch Co-Produzentin. Der Film hatte seine Weltpremiere 2013 beim International Film Festival Rotterdam und dort konnte Mira Fornay mit dem Film den Hauptpreis des Festival, den Tiger Award, gewinnen. Nachdem sie im selben Jahr mit dem Film zudem beim Filmfest München den Cinevision Award gewonnen hatte, wurde Môj pes Killer der slowakische Vorschlag in der Kategorie bester fremdsprachiger Film für die Oscarverleihung 2014.
Am 23. November 2019 hatte der Film Žaby bez jazyka, bei welchem Mira Fornay wieder in verschiedenen innerhalb des Filmstabs übernahm, seine Premiere auf dem Tallinn Black Nights Film Festival. Für den tschechischen Film, welcher auch unter den internationalen Titel Cook F**k Kill bekannt ist, bekam sie Nominierungen beim Český lev in den Kategorien „Nejlepsí film“ („Bester Film“) und „Nejlepsí rezie“ („Beste Regie“). In beiden Kategorien musste sie sich bei der Verleihung am 6. März 2021 Agnieszka Holland mit dem Film Charlatan geschlagen geben. Fast zwei Jahre nach der Veröffentlichung wurde der Film 2022 beim Filmfest München in der neu eingeführten Sektion „CineRebels Competition“ gezeigt und Mira Fornay wurde in der Folge mit dem erstmals verliehenen CineRebels Award ausgezeichnet. Im selben Jahr war sie beim Internationales Festival der Filmhochschulen München Mitglied der fünfköpfigen Jury.
Nachdem ihre vorherigen Filme sich eher mit düsteren und schwierigen Themen beschäftigen, veröffentlichte Mira Fornay mit Mimi einen Kinderfilm, welcher mit einem geringen Budget gedreht wurde. Der Film hatte am 19. Februar 2023 seine Weltpremiere auf der Berlinale 2023, wo er zur Sektion „Generation Kplus“ gehörte. In dieser Kategorie konnte Mira Fornay mit ihrem Film den Hauptpreis gewinnen.

## Filmografie
- 2009: Líštičky
- 2013: My Dog Killer (Môj pes Killer)
- 2019: Žáby bez jazyka
- 2023: Mimi